# Begonia morrisiorum
Espèce
Begonia morrisiorum est une espèce de plantes de la famille des Begoniaceae.
Elle a été décrite en 2010 par Rekha Morris (2006) et Patrick D. McMillan (2008).